# Сурділа-Греч (комуна)
Сурділа-Греч (рум. Surdila-Greci) — комуна у повіті Бреїла в Румунії. До складу комуни входять такі села (дані про населення за 2002 рік):
- Братешу-Векі (121 особа)
- Сурділа-Греч (698 осіб)
- Феурей-Сат (401 особа)
- Хорія (431 особа)

Комуна розташована на відстані 114 км на північний схід від Бухареста, 60 км на південний захід від Бреїли, 147 км на північний захід від Констанци, 73 км на південний захід від Галаца, 144 км на південний схід від Брашова.

## Населення
За даними перепису населення 2002 року у комуні проживала 1651 особа, усі — румуни. Усі жителі комуни рідною мовою назвали румунську.
Склад населення комуни за віросповіданням:
| Релігія       | Кількість осіб | Відсоток |
| ------------- | -------------- | -------- |
| православні   | 1650           | 99,9%    |
| римо-католики | 1              | 0,1%     |